# Ніклас Лусеніус
Ніклас Лусеніус (фін. Niclas Lucenius; 3 травня 1989, м. Турку, Фінляндія) — фінський хокеїст, центральний нападник. Виступає за «Таппара» (Тампере) у СМ-лізі.
Вихованець хокейної школи «Таппара» (Тампере). Виступав за «Таппара» (Тампере), ЛеКі (Лемпяаля), «Кієкко-Вантаа», «Динамо» (Рига), ТПС, «Рапперсвіль-Йона Лейкерс», «Ваасан Спорт».
В чемпіонатах Фінляндії — 296 матчів (58+94), у плей-оф — 27 матчів (6+9).
У складі молодіжної збірної Фінляндії учасник чемпіонатів світу 2008 і 2009. У складі юніорської збірної Фінляндії учасник чемпіонатів світу 2006 і 2007.
Досягнення
- Бронзовий призер чемпіонату Фінляндії (2008)
- Срібний призер юніорського чемпіонату світу (2006).